# San Nicola a Capo di Bove
San Nicola a Capo di Bove är en kyrkoruin i Rom, belägen vid Via Appia Antica i Quartiere Ardeatino. Kyrkan var helgad åt den helige Nikolaus.
Tillnamnet ”Capo di Bove” ("Oxhuvudet") åsyftar området Capo di Bove, vilket har fått sitt namn av de stiliserade oxhuvuden, vilka tidigare prydde det närbelägna Caecilia Metellas mausoleum.

## Kyrkans historia
Kyrkan uppfördes omkring år 1300 i gotisk stil. Den enskeppiga interiören har spetsbågefönster och bred absid.